# Lysets engel går med glans
Lysets engel går med glans er en dansk sang.
Den er en del af B.S. Ingemann og C.E.F. Weyses række af morgensange fra 1837.
Ingemanns tekst har 6 strofer hver med 4 verselinjer.
Der er krydsrim i rimskemaet aBaB.
Weyses melodi er i udgivelsen fra 1837 sat i As-dur og i taktarten 2/4 med tempobetegnelsen andante.
Nyere sangbøger har transponeret sangen til F-dur.
Toneomfanget er en oktav.
Som del af Ingemann og Weyses morgensange indgår sangen i den danske Kulturkanon.
Ved en afstemning blandt DR P2's lyttere over dansk sange kom Lysets engel lige netop ind i top 50.
Dan Turéll betegnede Lysets engel som "et formidabelt digt".
Han skrev i forordet til en bog.
| „ | Da jeg hørte det første vers 'Lysets engel går med glans' besvimede jeg, for første gang i mit liv. Jeg faldt sammen og blev båret ind i et klasseværelse, hvor jeg vågnede nogle minutter senere, stadig mumlende — sagde de — om Lysets Engel". | “ |

## Udgivelser
Weyses melodi udkom i 1837 med klaverarrangement i nodehæftet Otte Melodier til B.S. Ingemann's Morgensange for Børn.
Teksten er gengivet i 1800-talssangbøgerne "100 Sange for Skolen, særlig til Brug ved den bibelske og fædrelandshistoriske Undervisning" fra 1878, "Skolebørnenes egen Sangbog" fra 1879,
"100 Sange til Brug ved Foredragsmøder og andre Sammenkomster samt i Skoler" fra 1881
og "25 Morgensange og Lovsange til Brug i Skole og Hjem" fra 1884.
Disse sangbøger er alle indskannet og gjort tilgængelig af Det Kongelige Bibliotek.
Lysets engel går med glans er som nummer 747 en del af Den Danske Salmebog,
og nummer 8 i Højskolesangbogens 19. udgave.
I 555 sange er Lysets engel nummer 319 under afsnittet "Morgen",
mens den i Wilhelm Hansens Sangbogen er i afsnittet "Dag og nat".
Bo Holten SATB-korarrangement er udgivet i 1999 af Edition Egtved,
mens Phillip Fabers arrangement for pigekor kom i 2021.

## Indspilninger
Sangen er indspillet af blandt andre koret Musica Ficta.
Kim Larsen & Kjukken indspillede en version til albummet Glemmebogen - Jul & nytår fra 2004.
Derudover er sangen blandt andre indspillet af Anne Dorte Michelsen i 1989,
Lene Siel i 2005,
Ann-Mette Elten i 2007
og Sigurd Barrett i 2020.
I DR's tv-programrække Morgensang sang Kaya Brüel akkompagneret af Ole Kibsgaard på klaver den 21. marts 2021.